# Hieracium megalodon
Hieracium megalodon là một loài thực vật có hoa trong họ Cúc. Loài này được Dahlst. ex Johanss. mô tả khoa học đầu tiên năm 1907.